# Kostel svatého Jakuba Staršího (Práčov)
Kostel svatého Jakuba Staršího na Práčově, místní části obce Svídnice v okrese Chrudim je významnou dominantou a památkou Chrudimska.

## Popis
Presbyterium se skládá ze závěru a dvou obdélníkových travée; tato mají křížové klenutí; klenba závěrného polygonu složena z pěti úzkých kápí a přiléhající široké příčné kápí; štíhlá okna sahají až ke klenbě. Žebra klenbová pozbyla původního tvaru. Jinak zachoval kostel původní dispozici a výšku. Šířka presbyteria uvnitř je 5.7 m, délka 10.20 m, délka stěny závěru 2.20 m, šířka lodi 9.5550 m, délka 16.550 m, výška 11.37 m, výška oken 3.50 m.
Hlavní oltář, s obrazem sv. Jakuba na plátně; sv. Jakub v poutnickém oděvu, vlevo houština s hradem, vpravo stětí světce. Oltář, jenž nese valdštejnský znak, zřízen dle obšírného namnoze opadaného německého nápisu při opravě kostela, 25. července 1675 Magdalenou Viktorií, hraběnkou z Waldštejna. Z téže doby pochází jednoduchá zpovědnice s valdštejnským znakem a dřevěná kazatelna s vyřezávanými květy pololidového rázu.